# Marlon Byrd
Pour les articles homonymes, voir Byrd.
Marlon Jerrard Byrd (né le 30 août 1977 à Boynton Beach, Floride, États-Unis) est un ancien joueur de champ extérieur de la Ligue majeure de baseball. 
De 2002 à 2016, il joue pour 10 équipes en 15 saisons dans les majeures et compte une sélection au match des étoiles, en 2010 comme représentant des Cubs de Chicago. 

## Carrière

### Phillies de Philadelphie
Marlon Byrd est repêché en 10e ronde par les Phillies de Philadelphie en 1999. Il fait ses débuts en fin de saison 2002 pour les Phillies, apparaissant pour la première fois dans un match des majeures le 8 septembre.
À sa saison recrue en 2003, il maintient une moyenne au bâton de, 303 en 135 parties jouées, frappant 150 coups sûrs dont 28 doubles et 7 circuits, et totalisant 45 points produits. Il est parmi les meilleurs joueurs de première année de la Ligue nationale.
Ses statistiques chutent en 2004, sa moyenne au bâton passant à seulement, 228 avec 79 coups sûrs, presque la moitié moins que sa production de l'année précédente.

### Nationals de Washington
Le 14 mai 2005, les Phillies transfèrent Byrd aux Nationals de Washington pour le voltigeur Endy Chavez. Les Nationals cèdent leur nouvelle acquisition à leur club-école AAA, les Zephyrs de la Nouvelle-Orléans, où le voltigeur passe la saison 2005. Byrd revient dans les grandes ligues en 2006, mais n'impressionne guère en offensive.

### Rangers du Texas

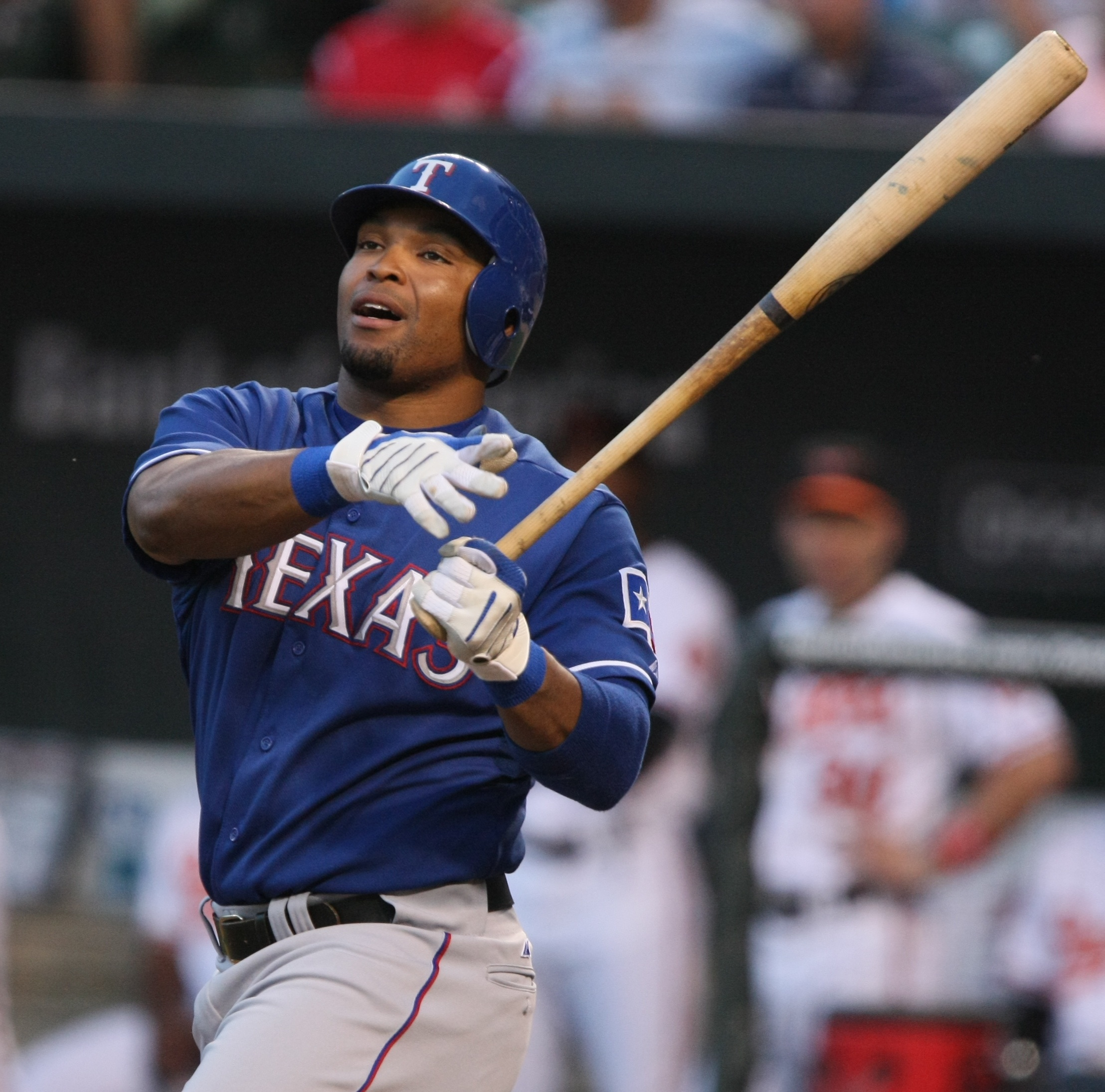
Byrd chez les Rangers

De 2007 à 2009, Byrd entreprend de relancer sa carrière chez les Rangers du Texas, avec qui il a signé comme agent libre. Sa moyenne au bâton est de, 307 en 2007 et, 298 en 2008. En 2009, il frappe pour, 283 avec des sommets personnels de 155 coups sûrs, 20 circuits et 89 points produits.

### Cubs de Chicago
Le 31 décembre 2009, il signe un contrat de trois saisons et 15 millions de dollars chez les Cubs de Chicago. 
En 2010, il frappe pour, 293 en 152 parties avec 12 circuits et 66 points produits et reçoit sa première invitation en carrière au match des étoiles.
En 2011, il dispute 119 parties des Cubs et frappe pour, 279 avec 9 circuits et 35 points produits. Le 21 mai 2011, il quitte un match contre les Red Sox de Boston et est hospitalisé après avoir été atteint d'un lancer d'Alfredo Aceves près de l'œil gauche. Byrd souffre de fractures multiples au visage et ses blessures nécessitent des points de suture, mais heureusement l'œil n'est pas atteint; il est placé sur la liste des joueurs blessés.

### Red Sox de Boston
Le 21 avril 2012, les Cubs échangent Byrd aux Red Sox de Boston en retour du lanceur droitier Michael Bowden. Les Sox le libèrent le 12 juin après 34 parties jouées.

### Mets de New York

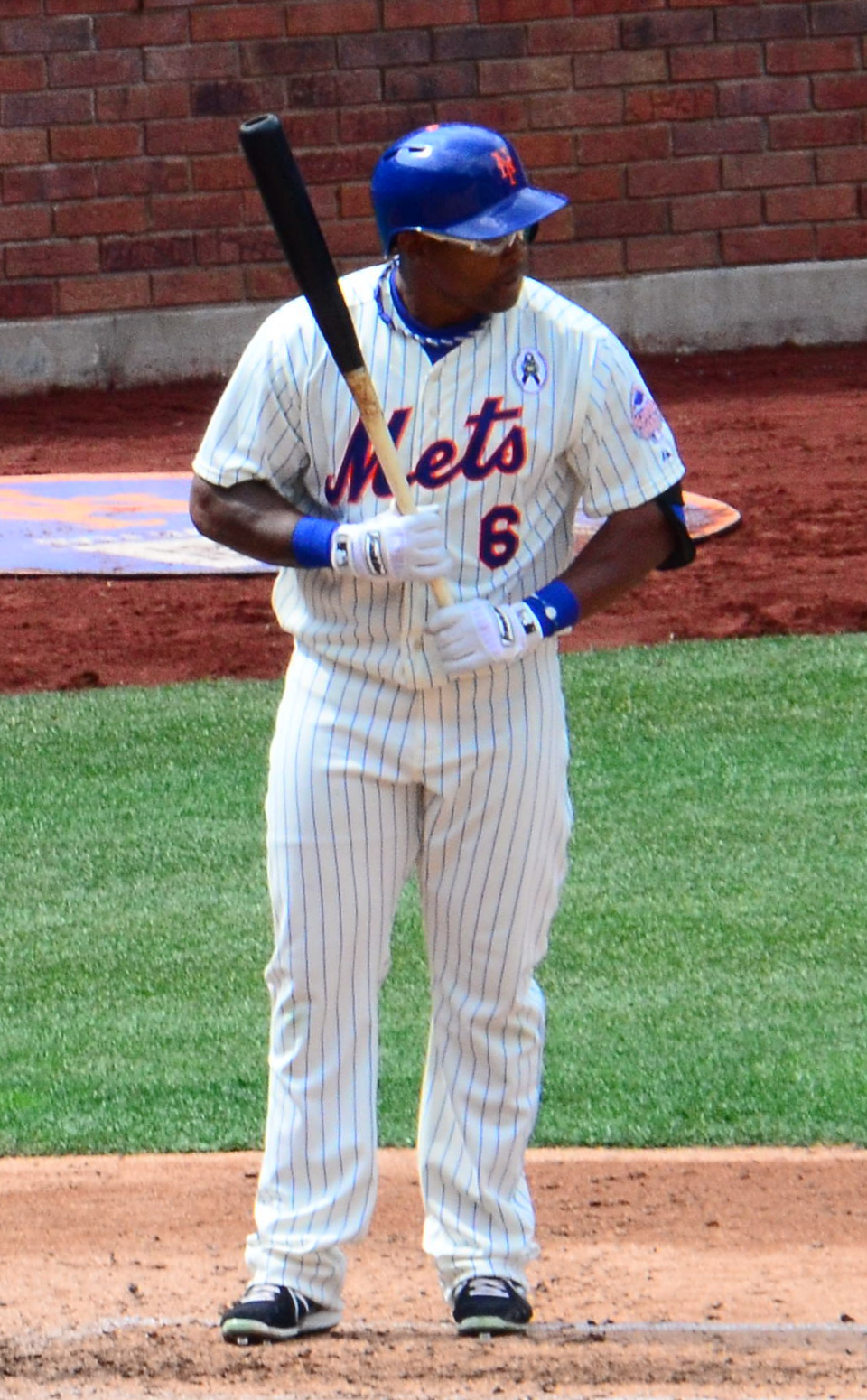
Marlon Byrd en avril 2013 avec les Mets de New York.

Byrd rejoint les Mets de New York le 1er février 2013. En 117 matchs pour les Mets, il frappe 21 circuits, abattant son record personnel de 20 en une saison réalisé en 2009 pour les Rangers du Texas. Il produit 71 points, obtient 121 coups sûrs et montre une moyenne au bâton de, 285. Les Mets n'ayant pas de chances de remporter un championnat en 2013, il devient un atout sur le marché des échanges alors que la saison tire à sa fin.

### Pirates de Pittsburgh
Le 27 août 2013, les Mets échangent le receveur John Buck et Marlon Byrd aux Pirates de Pittsburgh en retour du joueur d'avant-champ des ligues mineures Dilson Herrera et du lanceur de relève droitier Vic Black. Byrd fait bien pour Pittsburgh, qui tente de s'assurer d'une place en séries éliminatoires. Au cours de ses 30 derniers matchs de saison régulière, Byrd récolte 34 coups sûrs et frappe pour une moyenne au bâton de, 318. Il ajoute 17 points produits et 3 circuits, ce qui lui permet de conclure la saison 2013 avec un nouveau record personnel de 24 longues balles en une année. Il compte 88 points produits, 155 coups sûrs et sa moyenne au bâton se chiffre à, 291 en 147 matchs au total en 2013 pour les Mets et les Pirates.
À son premier passage au bâton en éliminatoires, le vétéran de 12 saisons frappe un circuit aux dépens du lanceur partant des Reds de Cincinnati, Johnny Cueto, ce qui lance les Pirates vers une victoire de 6-2 dans le match de meilleur deuxième de la Ligue nationale. Il fait marquer un autre point à l'aide d'un simple plus tard dans cette rencontre. Il dispute ensuite les 5 matchs de la Série de division face aux Cardinals de Saint-Louis et obtient six coups sûrs, dont deux doubles, et récolte un but-sur-balles en 18 passages au bâton. Notamment, il se rend trois fois sur les buts et fait compter deux points dans le 3e duel de la série.

### Phillies de Philadelphie
Le 12 novembre 2013, Marlon Byrd, devenu agent libre, rejoint pour deux saisons le premier club pour lequel il a joué, les Phillies de Philadelphie.
Le joueur qui célèbre durant la saison 2014 son 37e anniversaire réalise son nouveau record personnel de circuit, avec 25 en 154 matchs des Phillies, pour qui il produit 85 points et maintient une moyenne au bâton de ,264.

### Reds de Cincinnati
Byrd est échangé aux Reds de Cincinnati le 31 décembre 2014 contre le lanceur droitier des ligues mineures Ben Lively.

### Giants de San Francisco
Le 20 août 2015, Cincinnati échange Marlon Byrd aux Giants de San Francisco contre le lanceur droitier des ligues mineures Stephen Johnson.

### Indians de Cleveland
Le 18 mars 2016, Bird signe avec les Indians de Cleveland un contrat des ligues mineures. Il frappe pour ,270 de moyenne au bâton en 34 matchs de Cleveland en 2016, sa dernière saison dans les majeures, où il dispute son dernier match le 31 mai 2016.